# Hoba Hoba Spirit
 (mai 2013).
Si vous disposez d'ouvrages ou d'articles de référence ou si vous connaissez des sites web de qualité traitant du thème abordé ici, merci de compléter l'article en donnant les références utiles à sa vérifiabilité et en les liant à la section « Notes et références ».
Hoba Hoba Spirit est un groupe précurseur marocain de fusion, afro, gnaoua et reggae, créé en 1998 à Casablanca. Il se définit comme un groupe de Hayha. C'est un groupe de musique exposant dans ses chansons les problèmes concernant leur pays le Maroc. Étendard d'une jeunesse marocaine voulant se détacher de la rigueur ancestrale des coutumes, le groupe compose des chansons  mêlant rock, reggae, un peu de rap. Les paroles chantées en arabe dialectal, en français et en anglais rendent des textes piquants à l'égard de la société marocaine . 
Leur musique est souvent mal vue par la frange la plus conservatrice du pays. Ainsi, en 2003 l'un des membres du groupe a été accusé de satanisme lors du procès des musiciens présumés satanistes.
Le leader du groupe, Réda, qualifie le groupe d'apolitique et ne véhiculant aucune propagande politique dans sa musique.

## Membres
- Réda Allali - guitare et chant
- Adil Hanine- batterie
- Saâd Bouidi - guitare basse
- Mohammed Laâbidi (Oubizz) - chœurs et percussions
- Abdessamad Bourhim - guitare - Chœurs
- Philippe Laffont (Moulay l3arbi)- trompette

## Anciens Membres
- Anouar Zehouani - guitare
- Aboubakr Zehouani - percussions
- Othmane Hmimer - chœurs et percussions
- Said Mounna (Remplaçant) - batterie
- Amadou Ba - Basse

Lors des concerts de Hoba Hoba Spirit, comme le live au Backstage à Casablanca en 2023, il est particulièrement réjouissant de voir des anciens membres tels qu'Anouar Zehouani le 1er novembre et Othmane Hmima le 5 juillet, rejoindre la scène. Ces apparitions témoignent de l'attachement indéfectible des anciens membres au groupe, ravivant ainsi les souvenirs et préservant l'esprit originel de Hoba Hoba Spirit

## Discographie

### Compilation
Les chansons Fine Ghadi Biya Khouya, Basta Lahya et Casa figurent sur la compilation Stoune 2, distribué par le magazine Telquel. Les titres Blad Skizo, Ma Ajabtinich et L'Kelb sont dans la compilation Stoune 3 du même magazine, ainsi que le titre Hoba's Back qui figure sur Stoune 4.